# Spider-Man (serie televisiva)
Spider-Man (スパイダーマン?, Supaidāman) è una serie televisiva tokusatsu giapponese prodotta dalla Toei Company nel 1978, liberamente ispirata all'omonimo personaggio dei fumetti Marvel Comics, l'Uomo Ragno. In questa serie, Spider-Man pilota un robot gigante chiamato Leopardon. Fu proprio il robot Leopardon ad aver dato l'idea alla Toei di inserire i mecha giganti nelle serie Super Sentai.
La serie non ha nessun collegamento con L'Uomo Ragno manga, scritto e disegnato da Ryōichi Ikegami, mentre nel fumetto originale della Marvel Comicsappare durante la saga "Spider-Verse" come Uomo Ragno proveniente da Terra-51778.

## Trama

Il protagonista nella sigla iniziale

Per sconfiggere il malvagio professor Monster, alla guida dell'armata Evil Cross, il motociclista Takuya Yamashiro si trasforma in un eroe dotato di un costume quasi identico a quello di Spider-Man, questa volta con a sua disposizione il robot gigante Leopardon e una macchina volante super attrezzata.

## Caratteristiche della serie
La serie è composta da 41 puntate, della durata di circa mezz'ora, e da un film dalla durata di un episodio normale, ambientato tra gli episodi 10 e 11, e distribuito al cinema il 22 luglio 1978 durante il Toei Manga Matsuri Film Festival.
In questa serie sono totalmente assenti i caratteri e personaggi classici del supereroe originale, che sono stati rimpiazzati con elementi futuristici tipici delle produzioni giapponesi. Inoltre, in questa serie, gli occhi della maschera del protagonista sono più assottigliati e il protagonista porta sul polso un bracciale nel quale il costume è custodito e salta fuori quando un pulsante è premuto, cadendo sul suo corpo, trasformandolo in Spider-Man. A differenza degli altri eroi tokusatsu come Kamen Rider, Spider-Man non ha una mossa finale, ma usa il robot Leopardon per distruggere i mostri del Professor Monster.

## Produzione
Dopo la conclusione di Spider-Man, la Toei era intenzionata a sviluppare una nuova serie con protagonista una controparte giapponese di Capitan America chiamata Captain Japan. Nonostante alcune insistenze, la serie alla fine non fu mai realizzata, con il design utilizzato per Battle Japan della serie Battle Fever J.